# Кавабе
Кавабе (яп. 川辺町 Кавабэ-тё:) — посёлок в Японии, находящийся в уезде Камо префектуры Гифу. Площадь посёлка составляет 41,18 км², население — 10 265 человек (1 июля 2014), плотность населения — 249,27 чел./км².

## Географическое положение
Посёлок расположен на острове Хонсю в префектуре Гифу региона Тюбу. С ним граничат город Минокамо и посёлки Хитисо, Яоцу.

## Население
Население посёлка составляет 10 265 человек (1 июля 2014), а плотность — 249,27 чел./км². Изменение численности населения с 1980 по 2005 годы:
| 1980 | 10 255 чел. |  |
| 1985 | 10 371 чел. |  |
| 1990 | 10 650 чел. |  |
| 1995 | 10 950 чел. |  |
| 2000 | 11 013 чел. |  |
| 2005 | 10 838 чел. |  |

## Символика
Цветком посёлка считается Rhododendron indicum.